# 前路
《前路》（英語：Seekers），製作時曾名《大圈仔》，是香港電視廣播有限公司的時裝劇集，全劇共20集，監製招振強，主要演員有周潤發、呂良偉、莊靜而、湯鎮業、藍天、劉敏儀、陳復生等。
本劇於2017年8月18日在TVB星河頻道重播。

## 故事大綱
傅國兆早年由中國內地逃到香港，寄住姑母家，並開了一間工廠，又與同為內地來港的鋼琴手莊樂生交往。隨後莊樂生的未婚夫李烈與妹妹偷渡至香港。李烈來到香港認識了幾位黑道中人，一起從事竊車行業......

## 演員表
- 周潤發[1]飾 傅國兆
- 呂良偉 飾 李　烈[2]
- 莊靜而 飾 莊樂生
- 林文偉
- 何禮男
- 盧國偉
- 何廣倫
- 魯振順
- 陳狄克
- 陳耀強
- 張錦桃
- 李樹佳
- 麥子雲
- 曾偉明
- 徐威信
- 陳志榮
- 嚴秋華
- 凌禮文
- 黃英華
- 何璧堅
- 龍天生
- 曹　濟
- 程思俊
- 盧大偉
- 黎少芳
- 梁潔華
- 石少麟
- 劉敏儀 飾 雷懿德
- 江　毅
- 鄭少萍
- 陳立品
- 馬慶生
- 傅玉蘭
- 陳百燊
- 許逸華
- 吳麗珠
- 譚玉瑛
- 吳子山
- 吳華山
- 吳博君
- 湯鎮業 飾 周　潛
- 陳復生 飾 雷懿芳
- 劉國誠
- 李揚道
- 曾楚霖
- 關　鍵
- 吳業光
- 焦　雄
- 陳榮輝
- 陳齊頌
- 張英才
- 楊炎棠
- 香　海
- 方偉明
- 蔡文生
- 徐廣林
- 霍潔貞
- 藍　天 飾 雷霆堅
- 徐韻生
- 劉雅麗
- 楊嘉諾
- 何貴林
- 周　吉
- 談泉慶
- 梁少狄
- 胡寶華
- 曾玉霞
- 鍾志強
- 李國平
- 梁鴻華
- 郭大衛
- 陳步浩
- 陳勉良
- 梁潔芳
- 沈之達
- 蘇慶年
- 梁厚華
- 陳錦棠
- 徐有明
- 文潔雲
- 梁淑儀
- 黃仲賢
- 朱　剛
- 李建川
- 勞香寧
- 武振子
- 梁敏儀
- 陳玉麟
- 石中玉
- 林丹鳳
- 容守怡
- 鄧美美
- 廖靜嫻
- 張南雁
- 梁麗燕
- 盧影媚
- 黃婉容
- 簡偉安
- 劉德華
- 劉偉海
- 劉育光
- 胡美玉
- 梁克遜
- 羅國輝

## 製作
此劇在製作時本起名為《大圈仔》（「大圈仔」意為來自中國內地的黑幫份子）。

## 音樂
此劇主題曲《東方之珠》，由顧嘉煇作曲，鄭國江填詞，甄妮主唱。

## 爭議
當時兼管電視業的電檢處對此劇試片進行審檢，認為部分情節過於暴力，下令刪剪及需每集送檢。此劇監製招振強表示不滿，據其所述，至少有10集經過刪剪，且多是他認為的重點與精粹所在。期間適逢電檢處與無綫的競爭對手麗的電視舉行例會，電檢處人員席上要求麗的勿開拍類似題材。當時亦評論指此劇對「大圈仔」的描述過於正面，意識不良。

## 電視節目的變遷
| 英屬香港 無綫電視翡翠台 星期一至五 20:30-21:30 | 英屬香港 無綫電視翡翠台 星期一至五 20:30-21:30 | 英屬香港 無綫電視翡翠台 星期一至五 20:30-21:30 |
| ---------------------------------------------- | ---------------------------------------------- | ---------------------------------------------- |
|                                                | 前路 (1981年10月5日–1981年10月30日)            |                                                |
| 紅顏 (1981年9月7日-1981年10月2日)              | 逐個捉 (1981年11月2日-1981年11月13日)          |                                                |